# Marechal Deodoro (kommun)
Marechal Deodoro är en kommun i Brasilien.   Den ligger i delstaten Alagoas, i den östra delen av landet, 1 500 km nordost om huvudstaden Brasília. Antalet invånare är 45 994. Marechal Deodoro ligger vid sjön Lagoa Manguaba.
Omgivningarna runt Marechal Deodoro är en mosaik av jordbruksmark och naturlig växtlighet. Runt Marechal Deodoro är det ganska tätbefolkat, med 129 invånare per kvadratkilometer.